# Симеон (син Јаковљев)
Симеон, Симон, Семјон (јез-хеб שמעון) - је био други син Јаковљев и Лије, родоначелник једног од племена Израиљевих (Симеоново племе, које је живело са племеном Јудиним у пределима јужно од Ханаана).
Према библијском предању, био је суров човек: заједно са Левијем извршио је страшан покољ над Евијима у знак освете за срамоту своје сестре Дине (1. Мојс. 34:25, 26), што је разочаралао и посрамило његовог оца Јакова (1. Мојс. 34:30) . Племе које је потекло и понелоо име поо њему добило је југозападни део Ханана. Племе није играло значајну улогу у историји јеврејског народа и постепено се мешало са суседним племенима.